# Anoplodactylus insignis
Anoplodactylus insignis är en havsspindelart som beskrevs av Hoek, P.P.C. 1881. Anoplodactylus insignis ingår i släktet Anoplodactylus och familjen Phoxichilidiidae. Inga underarter finns listade i Catalogue of Life.